# 요네쿠라촌 (야마나시현)
요네쿠라촌(米倉村)은 야마나시현 히가시야쓰시로군에 있던 촌이다. 현재의 후에후키시에 해당한다.

## 역사
- 1889년 7월 1일 - 정촌제 시행에 의해 요네쿠라촌이 단독으로 지자체를 형성하였다.
- 1942년 4월 1일 - 나가이촌과 합병해 고쇼촌이 성립하여, 동일 요네쿠라촌은 폐지되었다.

## 참고문헌
- 角川日本地名大辞典 19 山梨県